# Prostytucja dziecięca
Prostytucja dziecięca – prostytucja z udziałem dziecka, forma seksualnego wykorzystywania dzieci. Termin zazwyczaj odnosi się do prostytucji osób niepełnoletnich, poniżej wieku zgody. 

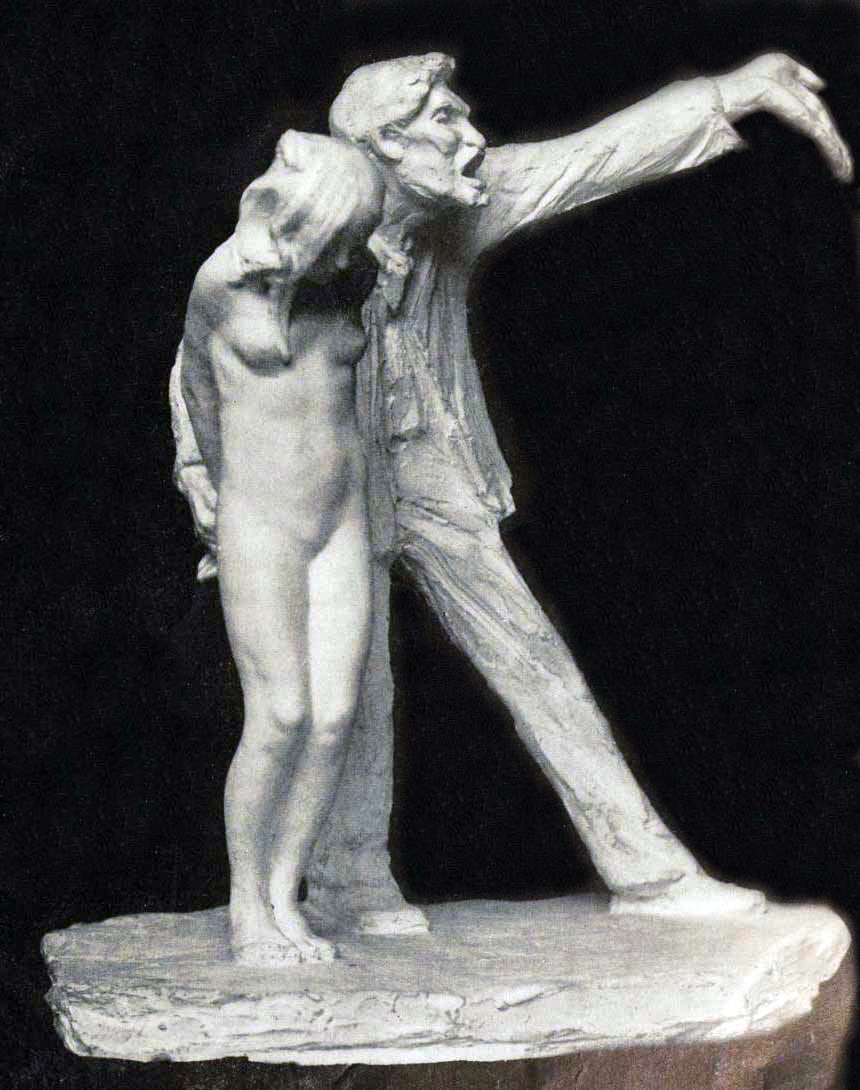
rzeźba Biała niewolnica Abastenii St. Leger Eberle, przedstawiająca nieletnią prostytutkę i jej stręczyciela

Prostytucja dziecięca zwykle łączy się z procederem handlu dziećmi w celach seksualnych, w którym dziecko zostaje uwikłane lub porwane w celach seksualnych, lub prostytucji z powodu skrajnego ubóstwa. Poprzez prostytucję dziecko stara się zdobyć podstawowe dobra, takie jak żywność i schronienie. Prostytucja dziecięca łączy się też często z dziecięcą pornografią. Istnieje też zjawisko turystyki seksualnej do niektórych krajów, której celem jest korzystanie z dziecięcej prostytucji. Szacuje się, że na świecie może istnieć aż 10 milionów dzieci zaangażowanych w prostytucję . Problem jest najbardziej dotkliwy w Ameryce Południowej i Azji, ale prostytucja dzieci istnieje na całym świecie, zarówno w krajach rozwijających się, jak i rozwiniętych. Większość dzieci zajmujących się prostytucją to dziewczynki, choć notuje się wzrost liczby młodych chłopców. 
W większości krajów korzystanie lub organizowanie dziecięcej prostytucji jest karane jako seksualne wykorzystywanie dzieci. Niekiedy również sama prostytucja nieletnich jest karalna. Prostytucja dzieci jest zakazana na mocy prawa międzynarodowego. W celu walki z nią stworzono liczne instytucje i programy.

## Definicja
Zaproponowano kilka definicji prostytucji dziecięcej. Organizacja Narodów Zjednoczonych definiuje ją jako "angażowanie lub oferowanie usług dziecku w celu wykonywania czynności seksualnych za pieniądze lub inne wynagrodzenie z tą lub jakąkolwiek inną osobą. Konwencja o prawach dziecka (w art. 2 Protokołu Fakultatywnego do Konwencji o prawach dziecka w sprawie handlu dziećmi, dziecięcej prostytucji i dziecięcej pornografii) definiuje ją jako "wykorzystywanie dzieci do czynności seksualnych za wynagrodzeniem lub jakąkolwiek rekompensatą w innej formie". Obydwa akty podkreślają, że dziecko jest ofiarą wykorzystywania, nawet jeśli udzieliło pozornej zgody. Konwencja o eliminacji najgorszych form pracy dzieci z 1999 r. (Konwencja nr 182) Międzynarodowej Organizacji Pracy (MOP) wymienia jako jedną z form pracy dzieci prostytucję.
Według Międzynarodowego Organizacji Pracy prostytucja dzieci i pornografia dziecięca to dwie podstawowe formy seksualnego wykorzystywania dzieci, które często się nakładają. Ten pierwszy termin jest czasem używany do opisania szerszej koncepcji ekonomicznego wykorzystywania seksualnego dzieci (CSEC, commercial sexual exploitation of children). CSEC nie obejmuje innych możliwych do zidentyfikowania zjawisk jak małżeństwa dzieci, pracę dzieci w gospodarstwie domowym oraz handel dziećmi w celach seksualnych. 
To, jak te terminy są stosowane w praktyce jest przedmiotem sporu. Organizacje walczące ze zjawiskiem wskazują, że terminy "dziecięca prostytucja" i "dziecięca prostytutka" są problematyczne, ponieważ na ogół nie oczekuje się, że dzieci będą w stanie podejmować świadome decyzje dotyczące prostytucji. Alternatywnie używają terminów "prostytuowane dzieci" i "komercyjne wykorzystywanie seksualne dzieci". Inne grupy używają terminu dziecięcy pracownicy seksualni, aby sugerować, że dzieci nie zawsze są "ofiarami biernymi".

## Przyczyny i typy
Dzieci mogą zostać skłonione do prostytucji przez sytuację społeczną lub przez osoby dorosłe. Przyczyny są skomplikowane i mogą się nakładać i wzmacniać, np. prostytucja dziecięca często jest wynikiem wcześniejszego wykorzystywania seksualnego, najczęściej w domu. Wiele osób uważa, że w Azji Południowo-Wschodniej większość prostytuujących się dzieci pada ofiarą turystów z krajów Zachodu, jednak socjolog Louise Brown wskazuje, że choć przyczynili się oni do powiększenia tego rynku, to większość klientów stanowią lokalni mieszkańcy. Prostytucja dzieci zwykle ma miejsce w takich miejscach jak domy publiczne, bary, kluby, domy mieszkalne lub określone ulice i obszary (zwykle w zapuszczonych okolicach). Według jednego z badań tylko 10% prostytuujących się dzieci ma sutenera, natomiast ponad 45% dzieci zostaje wprowadzone w proceder przez znajomych. Maureen Jaffe i Sonia Rosen z International Child Labor Study Office piszą, że przyczyny prostytucji są bardzo różne:."Niektóre ofiary uciekają z domu lub instytucji państwowych, inne są sprzedawane przez rodziców lub zmuszane czy uwikłane w prostytucję, a inne są dziećmi ulicy. Dla niektórych prostytuowanie jest okazyjne lub sporadyczne, dla innych to stała działalność pozwalająca na utrzymanie. Chociaż w zazwyczaj myśli się, że ofiarami są dziewczynki, udział chłopców w prostytucji dziecięcej stale rośnie. Najcięższe przypadki to dzieci zmuszane do prostytucji, a następnie więzione. Narażone są one na dodatkowe ryzyko tortur oraz śmierci.

### Handel dziećmi
Handel ludźmi jest definiowany przez Biuro Narodów Zjednoczonych ds. Narkotyków i Przestępczości (UNODC) jako "rekrutowanie, przewóz, przekazywanie, przechowywanie lub przyjmowanie osób za pomocą takich środków jak groźba, użycie sił lub innych form przymusu, uprowadzenia, oszustwa bądź podstępu w celu wyzysku. Według Biura przybliżona liczba ofiar na całym świecie wynosi około 2,5 mln. UNICEF informuje, że od 1982 r. około 30 mln dzieci było ofiarami handlu ludźmi. Handel ludźmi w przypadku niewolnictwa seksualnego stanowi 79% przypadków, przy czym większość ofiar to kobiety, z czego około 20% to dzieci. Kobiety często są również sprawcami.
W 2007 roku ONZ założyła Globalną Inicjatywę Narodów Zjednoczonych w Zwalczaniu Handlu Ludźmi (ang. UN.GIFT). Ze współpracą z UNICEF, Organizacją Bezpieczeństwa i Współpracy w Europie i Funduszem Narodów Zjednoczonych na Rzecz Kobiet, ONZ przyjęła darowiznę od Zjednoczonych Emiratów Arabskich, co pozwoliło utworzyć UN.GIFT. UN.GIFT ma na celu walkę z handlem ludźmi poprzez wzajemne wsparcie ze strony zainteresowanych (w tym rządów, przedsiębiorstw i innych dużych globalnych podmiotów). Ich pierwszą inicjatywą jest szerzenie informacji o tym, że handel ludźmi jest niemoralny i staje się poważnym problemem, który wymaga globalnej współpracy w celu zaprzestania jego kontynuacji. UN.GIFT dąży do zmniejszenia prześladowań i stworzenia bezpiecznego środowiska dla potencjalnych ofiar.
W niektórych przypadkach, ofiary handlu seksualnego są porywane siłą bądź podstępem. W innych przypadkach, rodziny (np. z powodu ubóstwa) same pozwalają a nawet zmuszają dzieci do tego procederu. W przypadkach, w których dzieci są wywiezione z kraju, handlarze wykorzystują fakt, że dzieci często nie są w stanie zrozumieć języka i nie są świadome swoich praw.
Badania wskazują, że handlarze preferują dziewczynki w wieku 12 lat i młodsze, ponieważ takie dzieci łatwiej przymusić do przyjęcia roli i dlatego, że uważa się je za dziewice, co jest wartościowe dla konsumentów. Następnie charakteryzuje się dziewczynki, by wyglądały na starsze i fałszuje się ich dokumenty, co stanowi zabezpieczenie przed karami kryminalnymi. Ofiary mają często podobne pochodzenie społeczne, często pochodzące ze społeczności o wysokiej przestępczości i bez dostępu do edukacji.
Psychoterapeuta Mary De Chesnay określa pięć etapów procesu handlu ludźmi: podatność na zostanie ofiarą, rekrutacja, transport, wyzysk i wyzwolenie. Rzadko jednak dochodzi do ostatniego etapu. Liczba zabójstw i przypadkowych zgonów jest wysoka, podobnie jak samobójstw, a bardzo niewiele ofiar handlu ludźmi zostaje uratowanych lub ucieka.
Handel dziećmi do celów seksualnych jest opłacalne dla przestępczości ze względu na stosunkowo niskie ryzyko, wysoki popyt i dużą zyskowność. Obecnie większość placówek zawiązuje kontakt online i działa pod przykrywką różnych punktów usługowych (usług towarzyskich, punktów masażu, spa), co utrudnia ich wykrycie.

### Seks za opiekę
Inną podstawową formą prostytucji dzieci jest "seks za opiekę" (ang. survival sex). Wg Departamentu Sprawiedliwości Stanów Zjednoczonych z seksem za opiekę mamy do czynienia wtedy, gdy dziecko angażuje się w czynności seksualne w celu uzyskania pieniędzy, żywności, schronienia, odzieży lub innych przedmiotów potrzebnych do przetrwania. W takich sytuacjach transakcja zazwyczaj obejmuje tylko dziecko i klienta; dzieci zaangażowane w seks przetrwania zwykle nie są kontrolowane przez sutenerów, ani innych pośredników. Badanie zlecone przez UNICEF oraz organizację Save the Children i kierowane przez socjolog Annjanette Rosga przeprowadziło badania nad prostytucją dzieci w powojennej Bośni i Hercegowinie. Rosga poinformowała, że skrajne ubóstwo było silnym czynnikiem wpływającym na skalę zjawiska. Stąd, walka z przestępstwami seksualnymi, bez zwalczania ubóstwa jest zwalczaniem symptomu, a nie przyczyny. Z tą opinią nie zgodzili się Jaffe i Rosen twierdząc, że sama bieda często nie zmusza dzieci do prostytucji, ponieważ nie występuje ona w wielu ubogich społeczeństwach. Na wystąpienie zjawiska wpływ mają czynniki zewnętrzne, takie jak zła sytuacja rodzinna i przemoc w rodzinie.
Prostytucja dzieci w formie seksu za opiekę występuje zarówno w krajach rozwijających się, jak i rozwiniętych. W Azji nieletnie dziewczęta czasami pracują w domach publicznych, aby wspierać swoje rodziny. Na Sri Lance rodzice częściej pozwalają na prostytuowanie się synów niż córek, ponieważ społeczeństwo kładzie większy nacisk na czystość seksualną wśród kobiet niż mężczyzn. Jaffe i Rosen piszą, że prostytucja dzieci w Ameryce Północnej często wynika ze "względów ekonomicznych, przemocy domowej i nadużyć, rozpadu rodziny i narkomanii".

## Konsekwencje zdrowotne
Prostytuowane dzieci są często zmuszane do pracy w niebezpiecznym środowisku, bez odpowiedniej higieny. Grozi się im przemocą, a czasami są gwałcone i bite; cierpią z powodu nadużyć i złego stanu zdrowia. Na przykład, Derrick Jensen donosi, że ofiary handlu ludźmi płci żeńskiej z Nepalu są "łamane" przez proces gwałtu i bicia, a następnie wynajmowane do trzydziestu pięciu razy dziennie za cenę 1 do 2 dolarów za klienta". Inny przykład dotyczył głównie nepalskich chłopców, których zwabiono do Indii i sprzedano domom publicznym w Mumbaju, Hajdarabadzie, New Delhi, Lucknow i Gorakhpur. Jedna z ofiar opuściła Nepal w wieku 14 lat i została sprzedana w niewolę, zamknięta, pobita, głodzona i przymusowo obrzezana. Poinformowała, że była przetrzymywana w burdelu z 40-50 innymi chłopcami, z których wielu zostało wykastrowanych, zanim uciekli i wrócili do Nepalu.
Kryminolog Ronald Flowers pisze, że prostytucja dzieci i pornografia dziecięca są ze sobą ściśle powiązane; do pornografii zaangażowana jest co trzecia prostytuująca się osoba, często poprzez filmy lub literaturę. Uciekający nastolatkowie, jak twierdzi, są często wykorzystywani w filmach i zdjęciach pornograficznych. Oprócz pornografii, Flowers pisze: "Dzieci uwikłane w ten podwójny świat seksualnego wykorzystywania są często ofiarami napaści seksualnych, perwersji seksualnych, chorób przenoszonych drogą płciową i nieuchronnych wspomnień o seksualnych nadużyciach  i zniszczonych ciałach".
Według Humanium, organizacji pozarządowej, która walczy z prostytucją dzieci, praktykowanie prostytucji powoduje obrażenia takie jak "rozdzieranie pochwy, fizyczne obrażenia pozostałe po torturach, ból, infekcje lub niechciane ciąże" . Ponieważ klienci rzadko podejmują środki zapobiegające rozprzestrzenianiu się HIV, prostytuujące się dzieci są narażone na wysokie ryzyko zachorowania na tę chorobę, a większość z klientów w niektórych lokalizacjach je zleca?. Inne choroby przenoszone drogą płciową również stanowią zagrożenie, takie jak kiła i opryszczka. Wśród prostytuujących się dzieci stwierdzono również wiele przypadków gruźlicy.
Byłe prostytuujące się dzieci często radzą sobie z traumą psychologiczną, w tym depresją i zespołem stresu pourazowego (PTSD). Inne efekty psychologiczne obejmują gniew, bezsenność, zmieszanie na tle seksualnym i osobowości, niezdolność do zaufania osobom dorosłym i utratę pewności siebie. Problemy zdrowotne związane z zażywaniem narkotyków obejmowały problemy z zębami, zapalenie wątroby typu B i C oraz poważne problemy z wątrobą i nerkami. Inne komplikacje medyczne obejmowały problemy reprodukcyjne i obrażenia spowodowane napaściami seksualnymi; problemy fizyczne i neurologiczne spowodowane gwałtownymi atakami fizycznymi; oraz inne ogólne problemy zdrowotne, w tym problemy z oddychaniem i bóle stawów .

## Prawo karne

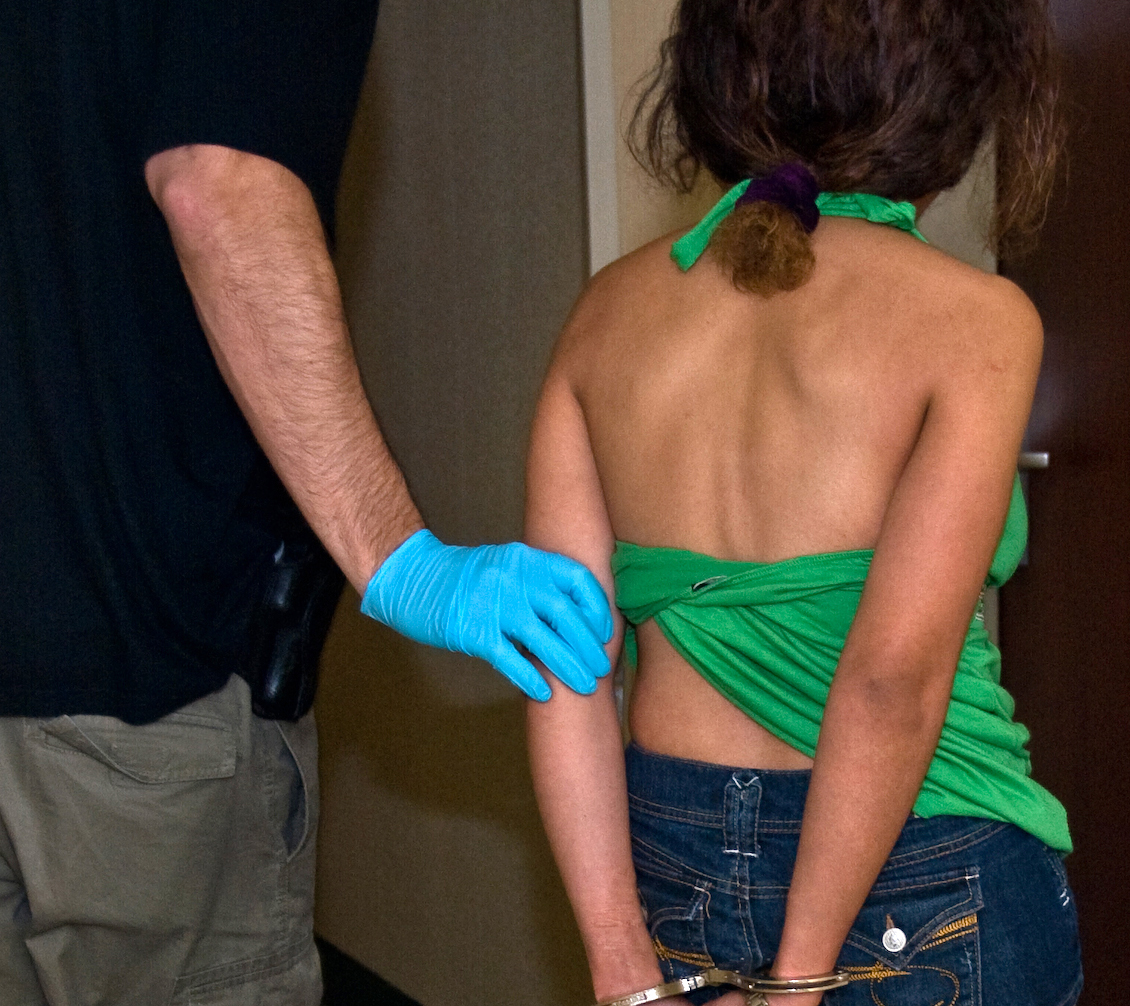
Agent FBI prowadzi zatrzymaną w czasie akcji Operation Cross Country II (2008). Dzięki akcji uwolniono 105 dzieci zmuszanych do prostytucji.

O ile regulacje prawne prostytucji dorosłych różnią się w poszczególnych krajach (w wielu jest ona legalna), to prostytucja dziecięca jest w większości krajów nielegalna. Wszystkie kraje wprowadzają też przeciwko niej pewne restrykcje.
Art. 1 Konwencji o prawach dziecka uznaje za dziecko osoby poniżej 18 roku życia. Systemy prawne odmiennie jednak określają wiek zgody, czyli wiek, w którym możliwe jest wyrażenie zgody na akt seksualny, i poniżej którego seks jest uznawany za seks z dzieckiem (większość krajów od 13 do 17 lat). W niektórych krajach odróżnia się prawnie prostytucję dziecięcą od prostytucji nastolatków. W japońskim prawie karnym jako nastolatki określane są osoby w wieku od 13 do 18 lat.
W wielu krajach nie istnieje osobne przestępstwo korzystania z dziecięcej prostytucji, lecz stosowany jest ogólniejszy zakaz kontaktów seksualnych z osobą poniżej wieku zgody. W polskim prawie art. 200 §1 Kodeksu Karnego przewiduje karę pozbawienia wolności od 2 do 12 lat za obcowanie płciowe z małoletnim poniżej lat 15, z możliwością orzeczenia zakazu wykonywania zawodów związanych z kontaktami z małoletnimi (art. 41 §1a kk). W prawie ChRL nielegalne są wszelkie formy prostytucji (również dorosłych), a kontakty seksualne z osobami poniżej 14 lat skutkuje karą surowszą aniżeli w przypadku zgwałcenia dorosłego. 
Osobnym przestępstwem jest często doprowadzanie dziecka do prostytuowania się (niekoniecznie zaś korzystanie z prostytucji). W polskim Kodeksie karnym art. 203 i 204 przewidują karę pozbawienia wolności od roku do 10 lat za namawianie, czerpanie korzyści oraz doprowadzenie małoletniego do uprawiania prostytucji. W Stanach Zjednoczonych kara za uczestnictwo w procederze dziecięcej prostytucji wynosi od pięciu do dwudziestu lat więzienia.
Dziecięca prostytucja jest zakazana na mocy prawa międzynarodowego. Art. 34 konwencji NZ o prawach dziecka stanowi, że państwa powinny podjąć wszelkie kroki w celu przeciwdziałania "wykorzystywaniu dzieci do prostytucji lub innych nielegalnych praktyk seksualnych" (w tym w pornografii). Konwencja została przyjęta przez Zgromadzenie Ogólne NZ w 1989 r. i dotychczas została ratyfikowana przez 196 krajów. W 1990 r. ONZ stworzyła stanowisko Specjalnego Sprawozdawcy w sprawie handlu dziećmi, dziecięcej prostytucji i dziecięcej pornografii (Special Rapporteur on the sale of children, child prostitution and child pornography) odpowiedzialnego za badanie i 
raportowanie zjawiska handlu dziećmi oraz dziecięcej prostytucji i pornografii. W ostatnich dekadach problemy te zaczęły być traktowane z rosnącą uwagą przez społeczność międzynarodową. Zauważono też ścisłe ich powiązanie z przestępczością zorganizowaną.

## Skala zjawiska
Prostytucja dzieci istnieje w każdym kraju, choć problem ten jest najbardziej dotkliwy w Ameryce Południowej i Azji. Liczba prostytuujących się dzieci rośnie również w innych częściach świata[24]. Statystyki zjawiska są niedokładne lub przestarzałe. Szacuje się, że na całym świecie około 10 milionów dzieci zajmuje się prostytucją .
| Kraj/lokalizacja     |  | Liczba dzieci zamieszanych w prostytucję | Uwagi |               |
| Australia            |  | 4000                                     | | [ 42 ]        |
| Bangladesz           |  | 10 000- 29 000                           | | [ 43 ]        |
| Brazylia             |  | 250 000- 500 000                         | Skala zjawiska jest w Brazylii jest największa zaraz po Tajlandii                                                                            | [ 44 ]        |
| Kambodża             |  | 30 000                                   | | [ 45 ] [ 46 ] |
| Chile                |  | 3 700                                    | Uważa się, że liczba dzieci zamieszanych w prostytucję spada                                                                                 | [ 47 ]        |
| Kolumbia             |  | 35 000                                   | 5 000 - 10 000 prostytuujących się na ulicach Bogoty                                                                                         | [ 48 ]        |
| Republika Dominikany |  | 30 000                                   | | [ 49 ]        |
| Ekwador              |  | 5 200                                    | | [ 50 ]        |
| Estonia              |  | 1 200                                    | | [ 51 ]        |
| Grecja               |  | 2 900                                    | Ponad 200 dzieci poniżej 12 roku życia | [ 52 ]        |
| Węgry                |  | 500                                      | | [ 53 ]        |
| Indie                |  | 1 200 000                                | W Indiach dzieci stanowią 40% osób uprawiających prostytucję                                                                                 | [ 54 ]        |
| Indonezja            |  | 40 000- 70 000                           | UNICEF stwierdza, że 30% prostytuujących się kobiet ma mniej niż 18 lat                                                                      | [ 55 ] [ 56 ] |
| Malezja              |  | 43 000-142 000                           | | [ 57 ]        |
| Meksyk               |  | 16 000- 20 000                           | Spośród 13 000 dzieci ulicy w mieście Meksyk, 95% miała już przynajmniej jeden kontakt seksualny z osobą dorosłą (wiele poprzez prostytucję) | [ 58 ]        |
| Nepal                |  | 200 000                                  | | [ 26 ]        |
| Nowa Zelandia        |  | 210                                      | | [ 59 ]        |
| Peru                 |  | 500 000                                  | | [ 60 ]        |
| Filipiny             |  | 60 000- 100 000                          | | [ 61 ]        |
| Sri Lanka            |  | 40 000                                   | UNICEF stwierdza, że 30% prostytuujących się kobiet ma mniej niż 18 lat                                                                      | [ 62 ]        |
| Tajwan               |  | 100 000                                  | | [ 60 ]        |
| Tajlandia            |  | 200 000-800 000                          | | [ 57 ]        |
| Stany Zjednoczone    |  | 100 000                                  | | [ 63 ] [ 64 ] |
| Zambia               |  | 70 000                                   | | [ 65 ]        |
| -------------------- |  | ---------------------------------------- | --- | ------------- |

## Historia

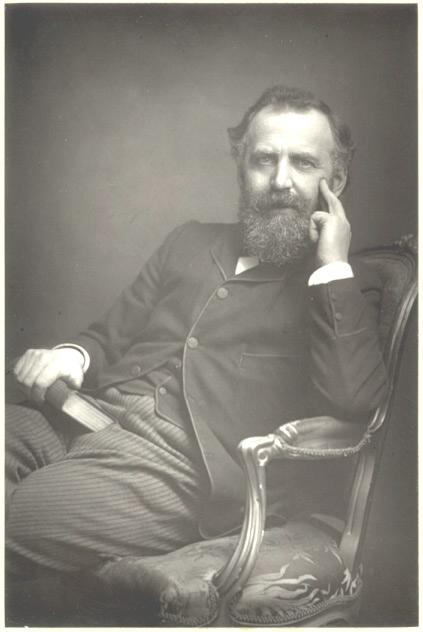
William Thomas Stead w 1881

Zjawisko dziecięcej prostytucji występuje od starożytności. Chłopcy przed osiągnięciem dojrzałości byli często trzymani w domach publicznych starożytnej Grecji i Rzymu. W przednowożytnych Indiach i Chinach biedniejsi rodzice sprzedawali swoje dzieci do świadczenia prostytucji. Niektóre dziewczynki oddawane były przez rodziców do świątyń hinduistycznych, gdzie stawały się dewadasi. Dewadasi miały tradycyjnie wysoki status społeczny. Pierwotnie miały za zadanie utrzymywanie w czystości świątyni hinduistycznego bóstwa (zwykle bogini Renuka). Uczyły się również tańca i muzyki. Z czasem ich rola ewoluowała i stały się świątynnymi prostytutkami. Dziewczęta poświęcano świątyni i skłaniano ku prostytucji przed osiągnięciem dojrzałości płciowej. Takie działanie jest obecnie zakazane prawem, jednak w praktyce istnieje nadal. 
W Europie prostytucja dziecięca była powszechna aż do końca XIX w. Przykładowo, nieletni stanowili 50% osób zamieszanych w prostytucję w XIX-wiecznym Paryżu. W ciągu XIX stulecia zaczęła też narastać krytyka zjawiska i zaczęto z nim walczyć, np. poprzez kampanie przeciwko dziecięcej prostytucji. W latach osiemdziesiątych XIX w. publiczny skandal spowodowało podniesienie wieku zgody w Anglii. W lipcu 1885 roku William Thomas Stead, redaktor The Pall Mall Gazette, opublikował "The Maiden Tribute of Modern Babylon", cztery artykuły opisujące rozległą podziemną organizację handlującą dziećmi w celach seksualnych. Stead skupił się na historii 13-letniej  Elizy Armstrong, sprzedanej za 5 funtów (równowartość ok. 500 funtów w 2012 roku). Warunkiem sprzedaży było potwierdzenie dziewictwa dziewczynki. W wyniku skandalu, w ciągu tygodnia od publikacji artykułów, podniesiono wiek zgody z 13 do 16 lat. W tym okresie upowszechniło się też pojęcie "białego niewolnicwa" używanego w stosunku do prostytuujących się dzieci.
W XX wieku prostytucja dziecięca stała się powszechnie zwalczanym problemem. Dopiero jednak pod koniec tego stulecia szerzej podjęto kroki międzynarodowe, w celu zwalczania tego zjawiska (Konwencja o prawach dziecka z 1989). W latach 90. XX w. w Stanach Zjednoczonych miały miejsce masowe protesty przeciwko turystyce seksualnej do Azji Południowo-Wschodniej w celach korzystania z dziecięcych prostytutek, na czele których stała organizacja ECPAT ("End Child Prostitution in Asian Tourism"). Początkowo protesty dotyczyły dzieciecej prostytucji w Tajlandii (przede wszystkim w Bangkoku), gdzie zjawisko to było najbardziej widoczne Choć jego skala nadal rosła, problem stał się widoczny dla opinii publicznej, pociągając za sobą uwagę mediów i działania w licznych krajach i na arenie międzynarodowej. W późniejszym okresie ECPAT rozszerzyła swoją działalność na walkę z dziecięcą prostytucją na całym świecie.
Współcześnie opinia publiczna łączy dziecięcą prostytucję z najbardziej potępianymi zjawiskami: pedofilią, torturami, niewolnictwem czy zbrodniami przeciwko ludzkości. Jest ona traktowana jako zjawisko absolutnie niedopuszczalne i wyraźnie odrębne od prostytucji dorosłych (która jest jedynie potępiana). Pod koniec lat 90. w Stanach Zjednoczonych i Europie, a następnie także w innych częściach globu, zaczęto traktować prostytuujące się dzieci jako ofiary, które wymagają zorganizowanej pomocy. Zaczęto tworzyć schroniska, infolinie pomocowe (np. w Polsce telefon zaufania dla dzieci i młodzieży) oraz programy rehabilitacyjne, w które włączona została także policja.